# تيرنر بيت ايل
تيرنر بيت ايل (بالإنجليزية: Turner Bethel)‏ (و. 1895 – 1954 م)هو لاعب كرة قدم أمريكية من الولايات المتحدة الأمريكية .